# Mayama
Mayama est une localité de la République du Congo située au sud dans le département du Pool. Elle est le chef-lieu du district de Mayama.

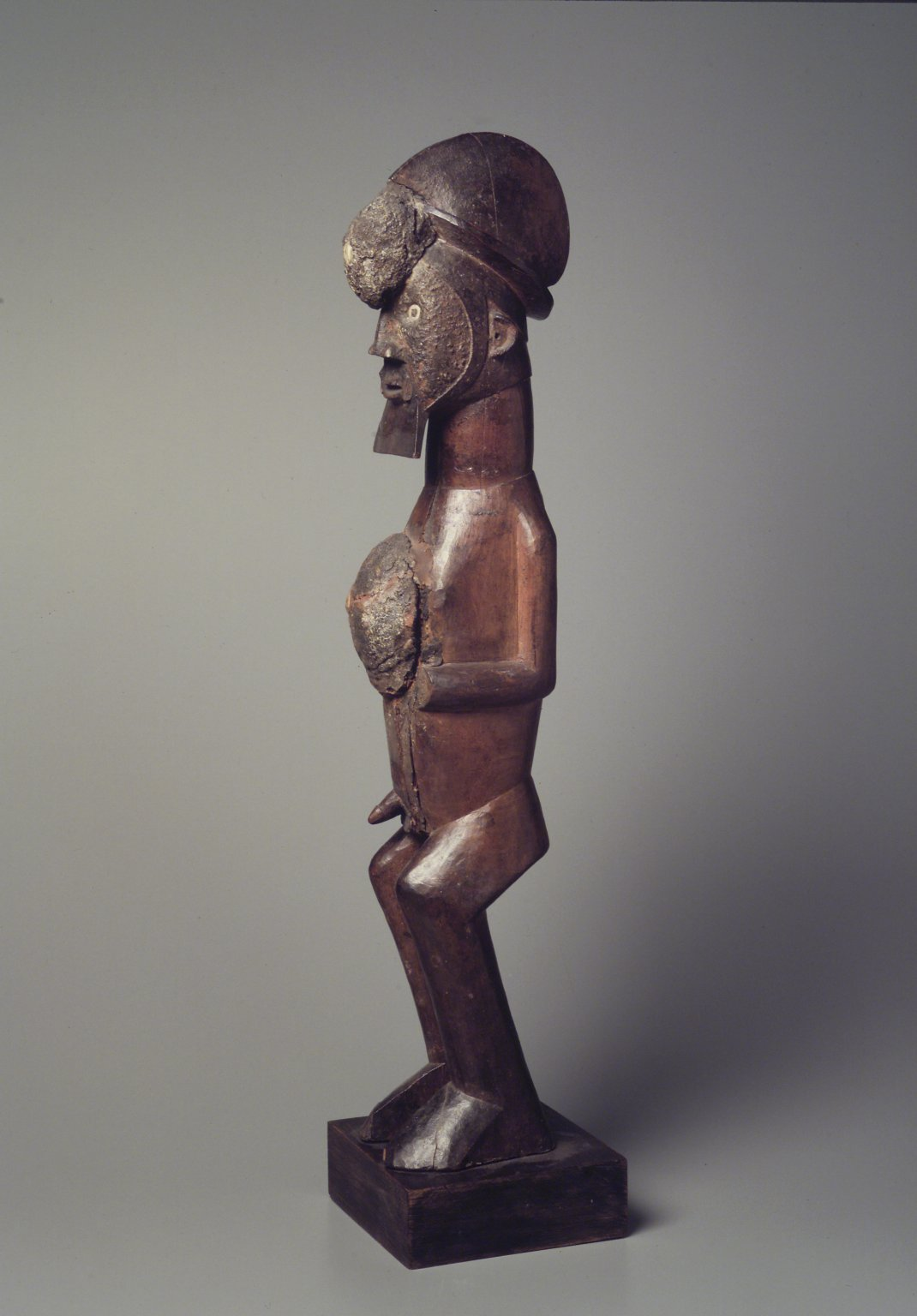
Nkisi mâle en position debout produit par un artiste inconnu des environs de Mayama fin XIXè siècle- Brooklyn Museum